# Františkovy Lázně
Františkovy Lázně (in tedesco Franzensbad, letteralmente “Terme di Francesco”), è una città della Repubblica Ceca facente parte del distretto di Cheb, nella regione di Karlovy Vary. La città fu fondata ufficialmente nell'anno 1793 e chiamata così in onore dell'imperatore Francesco II del Sacro Romano Impero. 
Nel 2021 è stata dichiarata patrimonio dell'umanità dall'UNESCO nelle Grandi città termali d'Europa.

## Amministrazione

### Gemellaggi
- Nižnij Tagil[senza fonte]
- Bad Soden am Taunus[senza fonte]